# 希日尼亞基夫卡 (洛佐瓦區)
48°58′53″N 35°59′33″E / 48.98139°N 35.99250°E
希日尼亞基夫卡（烏克蘭語：Хижняківка）是位於烏克蘭東部的村莊，由哈爾科夫州洛佐瓦區的洛佐瓦市鎮負責管轄。該村始建於1915年，面積0.83平方公里，海拔高度105米，2001年人口376，人口密度每平方公里451.4人。